# Корша
Корша (фр. Corscia) насеље је и општина у Француској у региону Корзика, у департману Горња Корзика која припада префектури Кор.
По подацима из 2011. године у општини је живело 167 становника, а густина насељености је износила 2,83 становника/km². Општина се простире на површини од 58,99 km². Налази се на средњој надморској висини од 837 метара (максималној 2.583 m, а минималној 436 m).

## Демографија
| 1962. | 1968. | 1975. | 1982. | 1990. | 1999. | 2011. |
| ----- | ----- | ----- | ----- | ----- | ----- | ----- |
| 254   | 290   | 276   | 260   | 156   | 155   | 167   |

График промене броја становника у току последњих година